# عمران إسماعيل
عمران إسماعيل (بالإنجليزية: Imran Ismail)‏ (1 يناير 1966 في كراتشي - ) سياسي، وشخصية أعمال من باكستان. ينتمي إلى حركة الإنصاف الباكستانية. تولى منصب عضو في مجلس مقاطعة السند (منذ 13 أغسطس 2018)، وحاكم إقليم السند.